# Telenominae
Die Telenominae sind eine Unterfamilie in der Hautflüglerfamilie Scelionidae. Das Taxon geht auf den schwedischen Entomologen Carl Gustaf Thomson im Jahr 1860 zurück.

## Merkmale
Die Hautflügler lassen sich innerhalb der Scelionidae durch folgende Merkmale unterscheiden (nach Masner (1976)). Die Frons ist gewöhnlich ohne eine Eintiefung. In seltenen Fällen (bei einigen Trissolcus) mit einer, die nicht seitlich mit Kielen eingerahmt ist. Die Palpenformel ist 1-1 (selten 2-2). Die seitlichen Ocelli sind ganz nah an den inneren Facettenaugenrändern und können diese auch berühren. Die Anzahl der Fühlerglieder ist bei den Weibchen mit 10 oder 11 immer geringer als die der Männchen mit 12. Der Praepectus ist nicht entwickelt. Notauli sind üblicherweise fehlend. Die Hinterflügel weisen eine vollständige Submarginalader auf, welche bis zu den frenalen Häkchen reicht. Tergit 2 des Metasoma ist das längste. Die Laterotergite sind gewöhnlich breit, nicht eingeschnitten in den Sterniten und daher ohne submarginalen Grat. Sternopleurite sind vollständig fehlend. Sternit 7 bei den Weibchen und Sternit 8 bei den Männchen sind stark zu einem U-förmigen Sklerit reduziert. Das weibliche Metasoma weist 7 Tergite und 7 Sternite auf, das der Männchen 8 Tergite und 8 Sternite.

## Lebensweise
Die Vertreter der Telenominae sind als Eiparasitoide bekannt. Ihr Wirtsspektrum erstreckt sich über folgende Insektenordnungen: Zweiflügler (Diptera), Schnabelkerfe (Hemiptera), Schmetterlinge (Lepidoptera) und Netzflügler (Neuroptera). Einige Arten werden zur biologischen Schädlingsbekämpfung eingesetzt.

## Verbreitung
Die Telenominae sind fast weltweit verbreitet.

## Systematik
Die Unterfamilie Telenominae umfasst etwa 800 beschriebene Arten in 9 Gattungen.
- Baeoneurella Dodd, 1914
- Kozlotelenomus Mineo, O’Connor & Ashe, 2009
- Latonius Kononova, 1982
- Paratelenomus Dodd, 1914
- Paratrissolcus Mineo, O’Connor & Ashe, 2009
- Phanuromyia Dodd, 1914
- Psix Kozlov & Le, 1976
- Telenomus Haliday, 1833
- Trissolcus Ashmead, 1893